# Hans-Joachim Hildebrandt (Mediziner)
Hans-Joachim Hildebrandt (* 21. Juni 1930 in Bernburg (Saale); † 23. März 2023) war ein Generalarzt der Luftwaffe der Bundeswehr.

## Leben
Hildebrandt trat am 1. Oktober 1962 als Stabsarzt in die Bundeswehr ein. Zuvor hatte er Humanmedizin studiert. Es folgten verschiedene Verwendungen im Sanitätsdienst. 1980 wurde er Kommandeur der Sanitätsschule der Luftwaffe in Giebelstadt und am 1. April 1980 Oberstarzt. 1982 wurde er stellvertretender Kommandeur und Leiter Studien und Wissenschaften der Sanitätsakademie der Bundeswehr in München. In seiner letzten Verwendung war er von 1985, wo er im Oktober auch zum Generalarzt ernannt wurde, bis zu seiner Versetzung in den Ruhestand mit Ablauf des September 1990 Generalarzt der Luftwaffe in Lohmar.